# 10e corps d'armée (Ukraine)
Pour les articles homonymes, voir 10e corps d'armée.
Le 10e corps d'armée (en ukrainien : 10-й армійський корпус, abrégé en 10 АК ; numéro d'unité militaire А4767) est une structure militaire de l'Armée de terre ukrainienne créée en 2022.

## Création
Le corps d'armée est formé à la toute fin de 2022 à Poltava. Il ne s'agit pas d'une formation opérationnelle, elle engerbe les neuf brigades ukrainiennes nouvellement constituées durant l'hiver 2022-2023 qui doivent être instruites à l'étranger.

## Chefs de corps
- 2023 — ???? : Général de brigade Serhiy Perets (uk)[1] ;
- ???? — 2024 : Général de brigade Vasyl Zubanych (uk)[2] ;
- 2024 : Général de brigade Artem Bogomolov (uk)[3] ;
- 2024 : général de division Viktor Nikoliouk[4] ;
- 2024 :  Général de brigade Serhiy Perets

## Historique
Ses unités participent à la contre-offensive ukrainienne de 2023 sous le commandement de Serhiy Perets,.

## Structure

### Ordre de bataille
.
- Quartier général (unité militaire А4767) ;
  - 
    -  82e bataillon de gestion ;

  -  5e brigade mécanisée lourde ;
  -  12e bataillon de chars (it) (unité militaire А0932) ;
  -  43e brigade mécanisée (unité militaire А4698) ;
  -  48e brigade d'artillerie (unité militaire А4681) ;
  -  94e bataillon du génie (unité militaire А4979) ;
  -  115e brigade mécanisée (unité militaire А4053) ;
  -  116e brigade mécanisée (unité militaire А4722)[7] ;
  -  117e brigade mécanisée lourde (unité militaire А4674)[7] ;
  -  118e brigade mécanisée[7] ;
  -  151e bataillon de reconnaissance et d'attaque (unité militaire А4759) ;
  -  183e bataillon de réserve ;
  -  229e bataillon logistique (en) ;
  -  509e bataillon de réparation et de restauration (unité militaire А4732) ;
  -  582e bataillon de sécurité et de maintenance.